# 소비에트 톱리그
소비에트 톱 리그(러시아어: Высшая лига)는 소비에트 연방의 최상위 축구 리그였다.

## 역대 우승 팀
| 시즌        | 우승                          | 준우승                        | 3위                           |
| ----------- | ----------------------------- | ----------------------------- | ----------------------------- |
| 1936 (봄)   | 디나모 모스크바               | 디나모 키예프                 | 스파르타크 모스크바           |
| 936 (가을)  | 스파르타크 모스크바           | 디나모 모스크바               | 디나모 트빌리시               |
| 1937        | 디나모 모스크바               | 스파르타크 모스크바           | 디나모 키예프                 |
| 1938        | 스파르타크 모스크바           | CSKA 모스크바                 | 메탈루르크 모스크바           |
| 1939        | 스파르타크 모스크바           | 디나모 트빌리시               | CSKA 모스크바                 |
| 1940        | 디나모 모스크바               | 디나모 트빌리시               | 스파르타크 모스크바           |
| 1945        | 디나모 모스크바               | CSKA 모스크바                 | 토르페도 모스크바             |
| 1946        | CSKA 모스크바                 | 디나모 모스크바               | 디나모 트빌리시               |
| 1947        | CSKA 모스크바                 | 디나모 모스크바               | 디나모 트빌리시               |
| 1948        | CSKA 모스크바                 | 디나모 모스크바               | 스파르타크 모스크바           |
| 1949        | 디나모 모스크바               | CSKA 모스크바                 | 스파르타크 모스크바           |
| 1950        | CSKA 모스크바                 | 디나모 모스크바               | 디나모 트빌리시               |
| 1951        | CSKA 모스크바                 | 디나모 트빌리시               | 샤흐타르 도네츠크             |
| 1952        | 스파르타크 모스크바           | 디나모 키예프                 | 디나모 모스크바               |
| 1953        | 스파르타크 모스크바           | 디나모 트빌리시               | 토르페도 모스크바             |
| 1954        | 디나모 모스크바               | 스파르타크 모스크바           | 디나모 민스크                 |
| 1955        | 디나모 모스크바               | 스파르타크 모스크바           | CSKA 모스크바                 |
| 1956        | 스파르타크 모스크바           | 디나모 모스크바               | CSKA 모스크바                 |
| 1957        | 디나모 모스크바               | 토르페도 모스크바             | 스파르타크 모스크바           |
| 1958        | 스파르타크 모스크바           | 디나모 모스크바               | CSKA 모스크바                 |
| 1959        | 디나모 모스크바               | 로코모티브 모스크바           | 디나모 트빌리시               |
| 1960        | 토르페도 모스크바             | 디나모 키예프                 | 디나모 모스크바               |
| 1961        | 디나모 키예프                 | 토르페도 모스크바             | 스파르타크 모스크바           |
| 1962        | 스파르타크 모스크바           | 디나모 모스크바               | 디나모 트빌리시               |
| 1963        | 디나모 모스크바               | 스파르타크 모스크바           | 디나모 민스크                 |
| 1964        | 디나모 트빌리시               | 토르페도 모스크바             | CSKA 모스크바                 |
| 1965        | 토르페도 모스크바             | 디나모 키예프                 | CSKA 모스크바                 |
| 1966        | 디나모 키예프                 | SKA 로스토프나도누            | 네프치 바쿠                   |
| 1967        | 디나모 키예프                 | 디나모 모스크바               | 디나모 트빌리시               |
| 1968        | 디나모 키예프                 | 토르페도 모스크바             | 스파르타크 모스크바           |
| 1969        | 스파르타크 모스크바           | 디나모 키예프                 | 디나모 트빌리시               |
| 1970        | CSKA 모스크바                 | 디나모 모스크바               | 스파르타크 모스크바           |
| 1971        | 디나모 키예프                 | 아라라트 예레반               | 디나모 트빌리시               |
| 1972        | 조랴 보로실로브그라드         | 디나모 키예프                 | 디나모 트빌리시               |
| 1973        | 아라라트 예레반               | 디나모 키예프                 | 디나모 모스크바               |
| 1974        | 디나모 키예프                 | 스파르타크 모스크바           | 초르노모레츠 오데사           |
| 1975        | 디나모 키예프                 | 샤흐타르 도네츠크             | 디나모 모스크바               |
| 1976 (봄)   | 디나모 모스크바               | 아라라트 예레반               | 디나모 트빌리시               |
| 1976 (가을) | 토르페도 모스크바             | 디나모 키예프                 | 디나모 트빌리시               |
| 1977        | 디나모 키예프                 | 디나모 트빌리시               | 토르페도 모스크바             |
| 1978        | 디나모 트빌리시               | 디나모 키예프                 | 샤흐타르 도네츠크             |
| 1979        | 스파르타크 모스크바           | 샤흐타르 도네츠크             | 디나모 키예프                 |
| 1980        | 디나모 키예프                 | 스파르타크 모스크바           | 제니트 레닌그라드             |
| 1981        | 디나모 키예프                 | 스파르타크 모스크바           | 디나모 트빌리시               |
| 1982        | 디나모 민스크                 | 디나모 키예프                 | 스파르타크 모스크바           |
| 1983        | 드니프로 드니프로페트로우스크 | 스파르타크 모스크바           | 디나모 민스크                 |
| 1984        | 제니트 레닌그라드             | 스파르타크 모스크바           | 드니프로 드니프로페트로우스크 |
| 1985        | 디나모 키예프                 | 스파르타크 모스크바           | 드니프로 드니프로페트로우스크 |
| 1986        | 디나모 키예프                 | 디나모 모스크바               | 스파르타크 모스크바           |
| 1987        | 스파르타크 모스크바           | 드니프로 드니프로페트로우스크 | 잘기리스 빌뉴스               |
| 1988        | 드니프로 드니프로페트로우스크 | 디나모 키예프                 | 토르페도 모스크바             |
| 1989        | 스파르타크 모스크바           | 드니프로 드니프로페트로우스크 | 디나모 키예프                 |
| 1990        | 디나모 키예프                 | CSKA 모스크바                 | 디나모 모스크바               |
| 1991        | CSKA 모스크바                 | 스파르타크 모스크바           | 토르페도 모스크바             |

## 전체 통계

### 클럽별 우승횟수
| 클럽                          | 우승 | 준우승 | 3위 | 우승연도                                                                     |
| ----------------------------- | ---- | ------ | --- | ---------------------------------------------------------------------------- |
| 디나모 키예프                 | 13   | 11     | 3   | 1961, 1966, 1967, 1968, 1971, 1974, 1975, 1977, 1980, 1981, 1985, 1986, 1990 |
| 스파르타크 모스크바           | 12   | 11     | 10  | 1936a, 1938, 1939, 1952, 1953, 1956, 1958, 1962, 1969, 1979, 1987, 1989      |
| 디나모 모스크바               | 11   | 11     | 5   | 1936s, 1937, 1940, 1945, 1949, 1954, 1955, 1957, 1959, 1963, 1976s           |
| CSKA 모스크바                 | 7    | 4      | 6   | 1946, 1947, 1948, 1950, 1951, 1970, 1991                                     |
| 토르페도 모스크바             | 3    | 4      | 5   | 1960, 1965, 1976a                                                            |
| 디나모 트빌리시               | 2    | 5      | 13  | 1964, 1978                                                                   |
| 드니프로 드니프로페트로우스크 | 2    | 2      | 2   | 1983, 1988                                                                   |
| 아라라트 예레반               | 1    | 2      |     | 1973                                                                         |
| 디나모 민스크                 | 1    |        | 2   | 1982                                                                         |
| 제니트 레닌그라드             | 1    |        | 1   | 1984                                                                         |
| 조랴 보로실로브그라드         | 1    |        |     | 1972                                                                         |
| 샤흐타르 도네츠크             |      | 2      | 2   |                                                                              |
| 로코모티브 모스크바           |      | 1      |     |                                                                              |
| SKA 로스토프나도누            |      | 1      |     |                                                                              |
| 메탈루르크 모스크바           |      |        | 1   |                                                                              |
| 네프치 바쿠                   |      |        | 1   |                                                                              |
| 초르노모레츠 오데사           |      |        | 1   |                                                                              |
| 잘기리스 빌뉴스               |      |        | 1   |                                                                              |

## 같이 보기
- 소련 축구 국가대표팀

예전 소련 소속 국가들의 리그
| - 라트비아 - 러시아 - 리투아니아 |  | - 몰도바 - 벨라루스 - 아르메니아 |  | - 아제르바이잔 - 에스토니아 - 우즈베키스탄 |  | - 우크라이나 - 조지아 - 카자흐스탄 |  | - 키르기스스탄 - 타지키스탄 - 투르크메니스탄 |